# Pauline Hanson's One Nation
Pour les articles homonymes, voir One Nation.
Ne doit pas être confondu avec Une Nation (Israël).
Pauline Hanson's One Nation (« Une nation de Pauline Hanson », abrégé en PHON), auparavant appelé Une Nation ou Parti une nation (abrége en ONP), est un parti politique australien national-conservateur et de droite populiste.

## Histoire
Une Nation a été fondée en 1997 par la députée Pauline Hanson et ses conseillers David Ettridge (en) et David Oldfield (en), après qu'Hanson a été désignée comme candidate fédéral pour le Parti libéral d'Australie. Le désaccord est survenu avant les élections fédérales de 1996 en raison de commentaires hostiles aux Aborigènes d'Australie. Hanson a siégé comme indépendante pendant un an avant de former son parti.

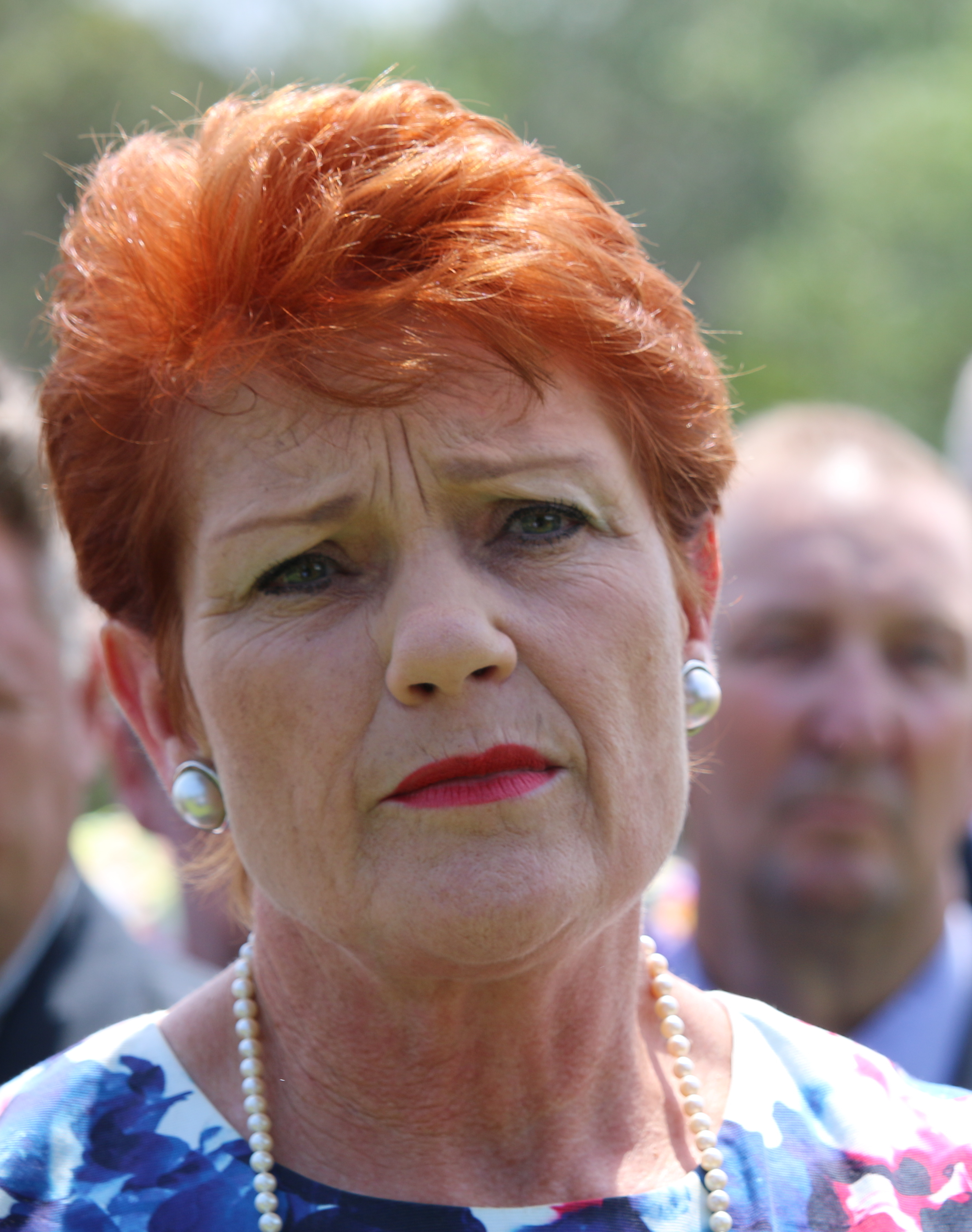
Pauline Hanson en 2017.

Au niveau fédéral, aucun candidat d'Une Nation n'a jamais été élu à la Chambre des représentants (Hanson siégeant déjà dans cette Chambre au moment de la création du parti). Cependant, un candidat du parti a été élu au Sénat lors des élections fédérales de 1998, et quatre sénateurs d'Une Nation ont été élus lors des élections fédérales de 2016. Au niveau des États fédérés toutefois, Une Nation a obtenu de meilleurs résultats. Lors des élections de 1998 au Queensland, le parti obtint plus de 22 % des voix, remportant 11 des 89 sièges de l'Assemblée législative du Queensland. David Oldfield a été élu au Parlement de Nouvelle-Galles du Sud en tant que candidat d'Une Nation, mais il a été exclu du parti et a ensuite formé un groupe dissident infructueux, One Nation NSW. Trois membres ont été élus au Conseil législatif d'Australie-Occidentale.
Une Nation a changé de nom pour devenir le Parti Une Nation de Pauline Hanson en juin 2015.
Lors des élections de 2016, le parti a recueilli 4,3 % des voix au niveau national. Seul le Queensland a davantage voté pour le parti par rapport à son pourcentage national — le parti y a recueilli 9,2 % des votes dans cet État. Pauline Hanson et trois autres candidats d'Une Nation — Malcolm Roberts, Brian Burston et Rod Culleton — ont été élus au Sénat. Pauline Hanson effectue un mandat de six ans alors que les trois autres sénateurs ont été élus pour un mandat de trois ans. Culleton a été démis de ses fonctions en janvier 2017 après avoir été déclaré insolvable. En mars 2017, la Cour suprême a jugé que l'élection de Culleton au Sénat était invalide en raison d'une condamnation pénale en Nouvelle-Galles du Sud. Après un recompte ordonné par le tribunal, Culleton a été remplacé par le deuxième candidat sur la liste, Peter Georgiou (en).
L'ancien leader du Parti travailliste, Mark Latham, a rejoint le parti en novembre 2018 en tant que leader de la Nouvelle-Galles du Sud. Il a brigué avec succès un siège au Conseil législatif et l'a remporté en mars 2019.

## Idéologie
Les politiques et l'idéologie d'Une Nation ont été décrites comme étant basées sur l'ultranationalisme,, le populisme,, et l'opposition à des niveaux élevés d'immigration. Ses politiques ont également été décrites comme nationalistes,,, national-conservatrices, socialement conservatrices, conservatrices,, et protectionnistes. Sa position politique a été décrite comme étant de droite, et d'extrême droite,,,,,,,.
L'écrivain Hans-Georg Betz (en) a décrit Une Nation et Pauline Hanson en 2019 comme parmi « les premiers entrepreneurs populistes radicaux de droite de premier plan à mobiliser le ressentiment populaire contre une cible très spécifique - l'élite intellectuelle » et cela au XXIe siècle où « l'armée d'aujourd'hui de commentateurs et d'experts autoproclamés rejetant sommairement les électeurs populistes de droite radicale comme des plébéiens grossiers et sans éducation intellectuellement incapables de comprendre les bienfaits de la politique identitaire progressiste, la rhétorique anti-élite d'Hanson en 1996 s'est avérée remarquablement prémonitoire, bien que plutôt apprivoisée ». Betz a également fait valoir qu'Une Nation diffère des partis de droite européens en se concentrant sur sa propre marque de populisme qu'il a qualifié d'hansonisme basé sur la personnalité d'Hanson et les débats propres à la société australienne. Le politologue Ian McAllister (en) soutient que la version actuelle d'Une Nation de 2017 n'a pas beaucoup de politique au-delà d'une « position anti-establishment » tandis que d'autres ont fait valoir qu'elle a changé pour concentrer ses politiques sur l'opposition à l'islam,.
Dans ses premières années, les politiques d'Une Nation étaient censées être synonymes d'opposition à l'action positive pour les communautés autochtones. Certains thèmes clés du discours inaugural de Pauline Hanson en 1998 étaient l'opposition à ce qu'elle disait être des taux d'immigration de plus en plus élevés en provenance des pays asiatiques et un argument en faveur de politiques protectionnistes sur le plan économique,. L'ancien Premier ministre australien Paul Keating a dénoncé Hanson dans un discours en 1996, affirmant qu'elle projetait « le visage laid du racisme » et était « dangereusement source de division et profondément blessante pour nombre de ses compatriotes australiens ». Hanson et Une Nation ont réfuté ces accusations de racisme et soutiennent que les principaux partis sont déconnectés de nombreux Australiens sur les questions d'immigration, de demandeurs d'asile et de multiculturalisme, et ont fini par adopter certaines des politiques initialement réclamées par Une Nation. Milton Osborne a noté en 1999 que les recherches indiquaient que les partisans initiaux d'Hanson n'avaient pas cité l'immigration comme raison majeure de leur soutien à Une Nation, mais qu'ils étaient plutôt préoccupés par les problèmes économiques et le chômage. Une étude de 2001 a montré qu'Une Nation avait des liens informels étendus et avait reçu l'approbation de mouvements d'extrême droite car le parti avait besoin « du soutien de ces groupes pour établir le parti et en raison d'une convergence d'intérêts ».

## Programme

### Immigration et droit d'asile
Une Nation dit que tout en reconnaissant les contributions positives des immigrants à la vie australienne, elle soutient une réduction générale des niveaux de migration nette à « plus près de la moyenne du 20e siècle de 70 000 », pour stabiliser la population, citant des considérations économiques, culturelles et environnementales comme arguments contre la migration de masse. Le parti appelle également à une interdiction de voyager dans certains pays, similaire à celle promulguée par l'administration Trump aux États-Unis, afin de lutter contre l'islam radical et d'empêcher l'immigration de personnes qui, selon le parti, sont plus susceptibles de rejeter les valeurs australiennes et de promouvoir l'extrémisme violent. Le parti souhaite également faire de l'anglais la langue officielle de l'Australie et soutient une assimilation plus forte des immigrants. Une Nation cherche également à retirer l'Australie de la Convention des Nations unies sur les réfugiés et s'oppose au Pacte mondial sur les migrations,,. En raison de ces déclarations, Une Nation a été décrit comme anti-islam,.

### Économie et chômage
Une Nation soutient une plate-forme largement protectionniste, affirmant qu'elle examinerait les accords de libre-échange et révoquerait ceux « qui ne sont pas dans le meilleur intérêt de l'Australie ». Elle s'oppose à la propriété étrangère des terres agricoles et des entreprises australiennes. Souhaitant donner la priorité aux emplois pour les ressortissants australiens, elle enquêterait sur « l'abus des visas de travail étrangers ».
Une Nation a soutenu les réductions controversées de l'impôt sur les sociétés du gouvernement Turnbull en 2018,,.

### Politiques intérieures
Le parti plaide pour l'introduction de référendums initiés par les citoyens (CIR) et déclare qu'il révisera les salaires et les pensions versés aux politiciens australiens. En 2021, le Sénat a approuvé une motion déposée par Pauline Hanson qui appelait le gouvernement fédéral à rejeter l'enseignement de la théorie critique de la race dans les écoles australiennes. Il soutient également l'interdiction de porter la burqa dans les espaces publics,. Une Nation a soutenu les commentaires d'Hanson concernant la minimisation du consensus scientifique sur le changement climatique,. Lors du débat sur la loi de 2017 modifiant la loi sur le mariage (définition et libertés religieuses) (en) qui légaliserait le mariage homosexuel en Australie, Hanson et d'autres membres d'Une Nation ont exprimé leur opposition au mariage homosexuel. Cependant, Hanson a également déclaré que le parti ne prendrait pas de position officielle sur le mariage homosexuel et que les sénateurs d'Une Nation seraient autorisés à voter librement sur la question,.

### Justice et sécurité
Une Nation affirme qu'il augmentera les installations de réadaptation pour les toxicomanes et introduira des peines d'emprisonnement à perpétuité pour les trafiquants de drogue. Le parti soutient la possession responsable d'armes à feu mais souhaite des peines plus sévères pour les trafiquants d'armes. Le parti soutient également une loi pour tous les Australiens et s'oppose à toute forme de charia en Australie.

### Politiques sociales
Une Nation est favorable à une augmentation substantielle de la pension de vieillesse et de la pension d'invalidité. Il a été rapporté en 2016 qu'Une Nation avait voté avec le gouvernement libéral sur un certain nombre de réductions de l'aide sociale.

### Multinationales
Le parti ferait sortir les multinationales étrangères du système d'imposition des sociétés et les placerait dans un système basé sur les transactions, affirmant qu'un trop grand nombre d'entre elles ne paient aucun impôt sur les bénéfices réalisés en Australie.

### Vaccination
Les sénateurs d'Une Nation ont diffusé des informations erronées et des théories complotistes sur l'efficacité et la base scientifique des vaccins contre la Covid-19, ce qui a entraîné la condamnation de nombreux commentateurs et scientifiques,.

### Changement climatique
Les sénateurs d'Une Nation critiquent fréquemment toute action sur le changement climatique et ont qualifié la science du climat d'« arnaque » et répandu des théories du complot démystifiées selon lesquelles le changement climatique ne se produit pas ou fait partie d'un complot des Nations Unies,.

## Résultats électoraux

### Chambre des représentants
| Année | Voix    | %    | Rang | Sièges  | Gouvernement        |
| ----- | ------- | ---- | ---- | ------- | ------------------- |
| 1998  | 936 621 | 8,43 | 5e   | 0 / 148 | Extra-parlementaire |
| 2001  | 498 032 | 4,34 | 6e   | 0 / 150 | Extra-parlementaire |
| 2004  | 139 956 | 1,19 | 8e   | 0 / 150 | Extra-parlementaire |
| 2007  | 32 650  | 0,26 | 9e   | 0 / 150 | Extra-parlementaire |
| 2010  | 27 184  | 0,22 | 9e   | 0 / 150 | Extra-parlementaire |
| 2013  | 22 046  | 0,17 | 14e  | 0 / 150 | Extra-parlementaire |
| 2016  | 175 020 | 1,29 | 8e   | 0 / 150 | Extra-parlementaire |
| 2019  | 438 587 | 3,08 | 7e   | 0 / 150 | Extra-parlementaire |
| 2022  | 727 464 | 4,96 | 4e   | 0 / 150 | Extra-parlementaire |
| 2025  | 838 576 | 6,24 | 4e   | 0 / 150 | Extra-parlementaire |

### Sénat
| Année | Voix      | %    | Rang | Sièges | Gouvernement                   |
| ----- | --------- | ---- | ---- | ------ | ------------------------------ |
| 1998  | 1 007 439 | 8,99 | 1er  | 1 / 76 | Opposition                     |
| 2001  | 644 364   | 5,54 | 4e   | 1 / 76 | Opposition                     |
| 2004  | 206 455   | 1,73 | 6e   | 0 / 76 | Opposition extra-parlementaire |
| 2007  | 52 708    | 0,42 | 12e  | 0 / 76 | Opposition extra-parlementaire |
| 2010  | 70 672    | 0,56 | 11e  | 0 / 76 | Opposition extra-parlementaire |
| 2013  | 70 851    | 0,53 | 16e  | 0 / 76 | Opposition extra-parlementaire |
| 2016  | 592 539   | 4,28 | 4e   | 4 / 76 | Opposition                     |
| 2019  | 788 203   | 5,4  | 4e   | 2 / 76 | Opposition                     |
| 2022  | 644 744   | 4,29 | 4e   | 2 / 76 | Opposition                     |